# Трібішталь

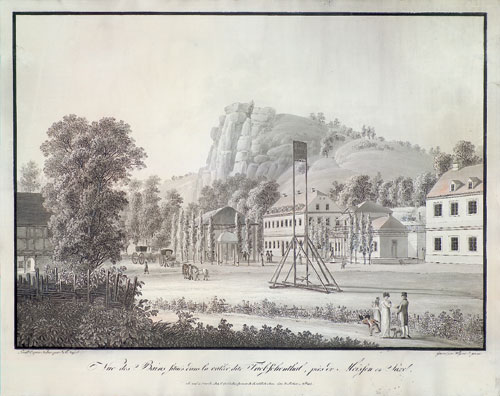
Трібішталь, 1815

Трібішталь (нім. Triebischtal) — колишня громада у Німеччині, у землі Саксонія. Підпорядковувалась земельній дирекції Дрезден. Входила до складу району Майсен. Зараз є частиною громади Кліпгаузен.
Населення — 4 305 осіб (на 31 грудня 2010). Площа — 49,90 км².
Офіційний код — 14 2 80 400.

## Адміністративний поділ
Громада поділялась на 20 сільських округів.